# میدان هوایی غزنی
فرودگاه غزنی (به انگلیسی: Ghazni Airport) در شهر غزنی افغانستان و در کنار شاهراه اصلی غزنی - قندهار قرار دارد. این فرودگاه به مردم غزنی و سایر ولایات نزدیک افغانستان خدمات‌رسانی می‌کند. این فرودگاه عمدتاً برای پروازهای غیرنظامی استفاده می‌شود و تا اواخر سال ۲۰۱۳ در حال توسعه بود.

## تاریخچه
این فرودگاه قبلا یک پایگاه هوایی نظامی بود تا اینکه دولت افغانستان تصمیم گرفت آن را به یک فرودگاه بین‌المللی تبدیل کند. 

## امکانات
این فرودگاه دارای یک باند 15/33 با طول ۱۰۰۰ فوت (۳۰۵ متر) است. دولت قصد داشت دو باند فرودگاه اضافه کند که تا سال ۲۰۱۴ تکمیل شد. مرحله اول این پروژه در اواخر دسامبر ۲۰۱۳ پس از فرود یک هواپیمای خصوصی کوچک در باند فرودگاه غزنی افتتاح شد.

## شرکت‌های هواپیمایی و مقصدهای پروازی
| شرکت‌های هواپیمایی      | مقصدهای پروازی                                              |
| ---------------------- | ----------------------------------------------------------- |
| ایر چاینا              | چنگدو شوانگلیو                                              |
| هواپیمایی شرقی چین     | هاربین تایپینگ، شانگهای پودنگ، زیامن گائوچی، شی‌آن شیان‌یانگ  |
| China Express Airlines | دالیان ژووشویزی، شیاژونگ ژنگدینگ                            |
| هواپیمایی جنوبی چین    | چانگشا هوانگهوا، بایون گوآنگجو، شی‌آن شیان‌یانگ، ژنگژو سین‌ژنگ |
| چاینا یونایتد ایرلاینز | پکن نانیوان، فوشان شادی                                     |
| هاینان ایرلاینز        | پکن                                                         |
| جوی ایر                | ووسو تائی‌یوان، یینچوان هیدونگ                               |
| اوکی ایرویز            | کونمینگ چانگشوی، تیانجین بینهای                             |
| سیچوان ایرلاینز        | شی‌آن شیان‌یانگ                                               |
| تیانجین ایرلاینز       | شیاژونگ ژنگدینگ، شی‌آن شیان‌یانگ                              |